# اینا فرولووا
اینا فرولووا (اوکراینی: Инна Фролова؛ ۳ ژوئن ۱۹۶۵ – ) قایقران روئینگ اهل اوکراین بود.
وی در مسابقات کشوری و بین‌المللی در مجموع برندهٔ ۲ مدال نقره شده‌است.